# Tom Stern
Tom Stern (ur. w 1965 w Nowym Jorku) – amerykański pisarz, scenarzysta, reżyser i aktor. 

## Życiorys
Ukończył Byram Hills High School. Jego ojciec, Murray J Stern, pochodzi z dzielnicy Bronx, jest weteranem II wojny światowej i psychologiem pracującym na Manhattanie do czasu, gdy odszedł na emeryturę w latach 90. XX wieku. Jego matka to Adele Truitt Stern, która pracowała z ludźmi rozchwianymi emocjonalnie.

## Filmografia
- „Alligator Boots (Comedy Central Pilot)”
- „Harden High (MTV Pilot)” 2007
- „Saul of the Molemen” (2007)
- „The Andy Milonakis Show” (2005)
- „Gerhard Reinke's Wanderlust” (2003)
- „Jimmy Kimmel Live!” (2003)
- „That's My Bush!” (2001)
- „The Chimp Channel” (1999)
- „The Man Show” (1999)
- An American Werewolf in Paris (1997)
- Freaked (1993)
- „The Idiot Box” (1991)

## Współpraca przy teledyskach
- „Gorbachev” – ANJ -2008
- „Dope Hat” - Marilyn Manson (1995)
- „Taste the Pain” - Red Hot Chili Peppers (1990) (w/ Alex Winter)
- „Decadence Dance” - Extreme (1990) (w/ Alex Winter)
- „Cherub” - Butthole Surfers (1986)